# Przybysze z przestrzeni kosmicznej
Przybysze z przestrzeni kosmicznej (ang. It Came from Outer Space) – amerykański film będący połączeniem science fiction i horroru, wyprodukowany w 1953 przez Williama Allanda, w reżyserii Jacka Arnolda. Scenariusz filmu jest oparty na szkicu Raya Bradbury’ego.
Była to pierwsza oficjalna produkcja science-fiction, a także pierwszy film w technologii 3D, który zrealizowany został przez wytwórnię Universal.

## Fabuła
Fabuła opowiada historię astronoma i jego narzeczonej, którzy obserwując gwiazdy zauważają duży ognisty obiekt uderzający w Ziemię. Na miejscu katastrofy odkrywa obcy statek kosmiczny, który niedługo potem zostaje całkowicie pogrzebany przez osuwisko. Astronom stara się zwrócić uwagę swoim spostrzeżeniem lokalnemu szeryfowi i prasie, lecz nikt nie jest w stanie mu uwierzyć. Z czasem pojawia się seria dziwnych wydarzeń, tym samym niedowierzanie okolicznych mieszkańców zaczyna zamieniać się we wrogość.

## Nagrody
Barbara Rush za rolę Ellen Fields otrzymała w 1954 roku nagrodę Złotego Globu.
Film był nominowany do AFI 10 Top 10.

## Obsada
- Richard Carlson – John Putnam
- Barbara Rush – Ellen Fields
- Charles Drake – szeryf Matt Warren
- Joe Sawyer – Frank Daylon
- Russell Johnson – George
- Dave Willock – Pete Davis
- Robert Carson – Dugan, reporter
- Virginia Mullen – Mrs. Daylon
- Kathleen Hughes Jane – dziewczyna George’a